# Euryurus margaritaceus
Euryurus margaritaceus är en mångfotingart som beskrevs av Koch. Euryurus margaritaceus ingår i släktet Euryurus och familjen Aphelidesmidae. Inga underarter finns listade i Catalogue of Life.